# Скандрилья
Скандрилья (итал. Scandriglia) — коммуна в Италии, располагается в регионе Лацио, подчиняется административному центру Риети.
Население составляет 2379 человек, плотность населения составляет 38 чел./км². Занимает площадь 63 км². Почтовый индекс — 02038. Телефонный код — 0765.
Покровительницей коммуны почитается святая великомученица Варвара, празднование 4 декабря.